# 戈德斯贝格围城战
1583年11月18日至12月17日的戈德斯贝格围城战（德語：Belagerung von Godesberg）是科隆战争中首次大规模围城战，巴伐利亚人和雇佣兵为夺取一处重要的防御工事而包围了戈德斯贝格（或称戈德斯山）及山脚下的同名村庄（今巴特戈德斯贝格）。山顶上的强大要塞名为戈德斯堡，於13世纪初由科隆总主教下令建造。
戈德斯堡高耸于莱茵河谷，控制着往来于科隆选侯国首都波恩及地区经济强城科隆之间的道路，具有重要的战略地位。随着时间的推移，各任总主教陆续加强了壁垒并升高了塔楼。他们在14世纪还增设了一个官邸和主楼作为保存选举档案和贵重物品的据点。至16世纪中叶，戈德斯堡被视作几近坚不可摧，成为神圣罗马帝国最富有的教会领地之一——科隆选帝侯和總主教双重权力的象征。科隆战争便是源于新教选帝侯瓦尔德堡的总管格布哈特和天主教选帝侯巴伐利亚的恩斯特之间的龃龉，这是选帝侯与总教区历史上的又一个分裂篇章。
1583年11月，戈德斯堡遭到巴伐利亚军队的攻击。它抵挡住了进攻部队的长时间炮击；最终，工兵们开凿了一条通抵山体玄武岩核心处的坑道，并将680千克火药倒入其中，从而炸毁了很大一部分防御工事。爆炸造成许多守军阵亡，但由此产生的瓦砾却阻碍了攻方的前进，剩下的守军继续负隅顽抗。直至一部分攻击者通过厕卫系统进入城堡的内庭时，巴伐利亚人才得以战胜对手。戈德斯堡的指挥官和一些幸存的守军躲在堡塔内；这位指挥官利用地牢里的囚犯作为人质，为他自己、他的妻子和他的副官争取到了安全出路。剩下的男人和妇孺均被杀害。接下来的一个月，邻近的波恩也被巴伐利亚人攻陷。

## 背景

科隆选帝侯的世俗财产沿着莱茵河绵延约60公里。灰线表示德国、比利时和荷兰的现代边界；河流也以其当今的河道表示。帝国自由市科隆尽管也是教区的一部分，但并不属于选帝侯的世俗领土。芬洛、杜伊斯堡、多特蒙德和奈梅亨也非选帝侯领土，却是科隆战争中的重要地点

1583年－1589年間進行的科隆战争（又称「总管战争」）是由時任科隆总主教、选帝侯——瓦尔德堡的总管格布哈特于1582年改信加尔文宗，以及他于1583年与曼斯费尔德-艾斯莱本的阿格內斯结婚所引发的。当时他拒绝放弃主教座，科隆座堂圣职团的一个圣职派别遂推选出另一位总主教：来自维特尔斯巴赫家族的巴伐利亚的恩斯特。
起初，科隆总主教的部队只是为了争夺选帝侯的控制权；但在短短数月内，两派之间的地方性争斗扩大到包括了来自普法尔茨选侯国的新教徒和来自巴伐利亚公国的天主教徒。天主教兵力还得到了由教宗出资征用的意大利雇佣军的增强。1586年，冲突进一步扩大，西属荷兰作为天主教一方直接参战，法国的亨利三世和英格兰的伊丽莎白一世则为新教方面提供财政和外交支持。
从根本上说，这是两个相互竞争的王朝之间的地方利益斗争，即瓦尔德堡世家的总管和维特尔斯巴赫世家的公爵之间的宗教冲突。这场争端对神圣罗马帝国的政治、社会和王朝平衡产生了深远影响，并对《奥格斯堡和约》中确立的“教会保留”条款进行了检验。这份1555年签订的和约以“谁的领土、他的宗教”为原则解决了帝国的宗教问题，即世俗君主的臣民遵循其君主的宗教。而“教会保留”则将帝国高级教长（主教、总主教、修道院长或女修道院长）的领土排除在“谁的领土、他的宗教”之外。在教会领土内，如果教长改变其宗教，他的臣民则不必这样做。相反，预计这位教长将辞去他的职务。问题在于，1555年的和约没有具体阐明这个细节。

### 改宗之争
来自曼斯费尔德-艾斯莱本的阿格內斯是格雷斯海姆（今属杜塞尔多夫）一所女修道院的新教女法政。这意味着她是一个生活在宗教社区的女性，但不受永久誓言的约束。1589年后，她与科隆总主教、瓦尔德堡的总管格布哈特保持着长期交往。为了捍卫她的名誉，阿格內斯的两个长兄说服格布哈特娶她，格布哈特甚至考虑为她改信加尔文宗。总主教可能改变信仰、并且可能拒绝放弃其官职的流言迅速在全体选民中传开。选民们已经克服了类似的问题：韦德的赫尔曼在皈依了新教后，于1547年辞职；格布哈特的前任、伊森堡的萨伦丁也是在婚后辞职。1582年12月，格布哈特宣布皈依新教，并在选侯国内赋予新教徒平等的宗教权利。至翌年2月，他与阿格內斯完婚。同年3月，教宗将他逐出教会，座堂圣职团则迅速推选出了新的总主教——巴伐利亚的恩斯特。
由于两位相互抵触的总主教都声称拥有主教圣座和选帝权，竞争者和他们的支持者都集结了部队。在数量上，恩斯特具有优势。教宗向法尔内塞家族征用了5000名雇佣兵来支持新的选帝侯。恩斯特的兄弟、巴伐利亚公爵威廉五世派出了一支由费迪南德指挥的军队，恩斯特安排他们占领选区的南部领土上施蒂夫特；他自己的军队则抢掠了许多村庄和城镇。
在诺因阿尔的阿道夫和索尔姆斯伯爵的支持下，格布哈特获得了北部和东部部分选民的支持，在那里他拥有地理优势，因为他接近叛变的荷兰省份。然而在南部，费迪南德的军队继续追捕上施蒂夫特周边村庄、如阿尔韦勒和林茨遗留的格布哈特士兵；后者的部队被迫离开据点，在乡间四处逃窜，最终被俘。至1583年秋，上施蒂夫特的大部分地区都落入了费迪南德的军队之手，许多格布哈特以前的支持者，包括他自己的兄弟，也都回到了家中。在某些情况下，他们都遵守被捕后达成的假释协议。一个有力的支持者——锡门的约翰·卡西米尔，即强大的普法尔茨选帝侯路德维希六世的弟弟，在其长兄去世后回到了普法尔茨。其他支持者则因格布哈特长期无力支付军费而感到沮丧，或是被神圣罗马帝国皇帝鲁道夫二世的威胁所震慑。至1583年10月底，上施蒂夫特已几乎彻底沦陷，但格布哈特仍然控制着戈德斯堡，它位于戈德斯贝格村庄、弗里斯多夫（波恩一处强大的要塞）以及设防的村庄波佩尔斯多夫附近。

## 要塞
戈德斯堡是由科隆总主教、亨格巴赫的迪特里希下令于1210年10月15日奠基，当时他本人的选帝权也存在争议，正努力争取保住自己的地位。尽管竞争对手于1212年推翻了迪特里希，但其继任者仍完成了并扩建了这座要塞；在随后几个世纪的编年史中，它被看作是科隆大主教在世俗和教会事务中，为争夺地区权力而进行的多次斗争时，权力的象征和实际体现。再则，到14世纪晚期，要塞已成为选帝侯档案和贵重物品和存放地。至16世纪中期，由于包含了居住设施，这座城堡被普遍视为选帝侯们最喜爱的地方（家）。

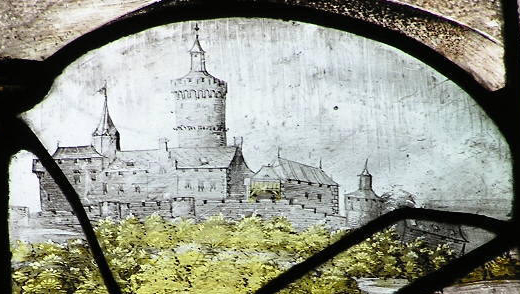
戈德斯堡被摧毁前的景象，描绘在大约1500年的教堂花窗玻璃上。此图被视为是唯一幸存下来的城堡被毁前的详细画面。它展示了从北面望去的视图；在画面右侧的前景中可见圣米迦勒堂

防御工事最初是按照中世纪风格建造的。在韦斯特堡的西格弗里德统治时期（1275－1295年），它成功抵御了克莱沃伯爵长达五周的围攻。历任大主教继续用更坚固的墙壁来改善防御，并加高了中央堡塔的层级——它采用圆柱形，而不像许多中世纪的城堡主楼那样呈方形。除了兴建小型官邸，这些大主教还扩建了内部工程，包括地牢和小圣堂；他们用塔台和垛口加固城墙，增加了一道护墙，并改善了通往入口的一系列蜿蜒道路。到了1580年代，戈德斯堡不仅发展成为选帝侯最喜爱的府邸，也是一座精致的石头要塞。虽然它保留了部分中世纪特征，但由意大利军事建筑师在一定程度上作出了更为流行的建筑风格改进。由于山顶的地理位置，它无法按照意式的星形要塞进行构建；尽管如此，由厚重的圆形围墙和大量的钉镶铁门组成的警戒线，仍然使戈德斯堡的防御者成为难以攻破的对手。它位于高出莱茵河面约120米的陡峭山顶上，这使得炮击难以实行；带有发夹弯的引道也使得冲车撞击变得不切实际。此外，这些弯道可以从城墙上俯瞰，将导致徒步进攻既危险又缓慢。防御者可以从多个角度向攻击者开火。
诸如此类的防御工事，以及在荷兰诸省较平坦的土地上更常见的星形要塞，使得16世纪的战争愈发困难而昂贵；胜利不仅仅是赢得对敌军战斗的问题。相反，胜利需要从一个设防和武装的城市转到另一个，并在两者成果中的一个投入时间和金钱。理想情况下，展现非凡的武力便可说服守城官兵投降。但如果展示的武力无法震慑这座城池，那么仅剩的选择就是昂贵的围城，将城市夷为平地，并以冲击废墟而告终。就前者而言，当一座城市投降时，攻方只能自费驻兵，但禁止士兵抢掠。但在后一种情况下，守军将得不到半点怜悯，胜利的士兵也会被放开实行洗劫和掠夺。

## 围攻戈德斯堡

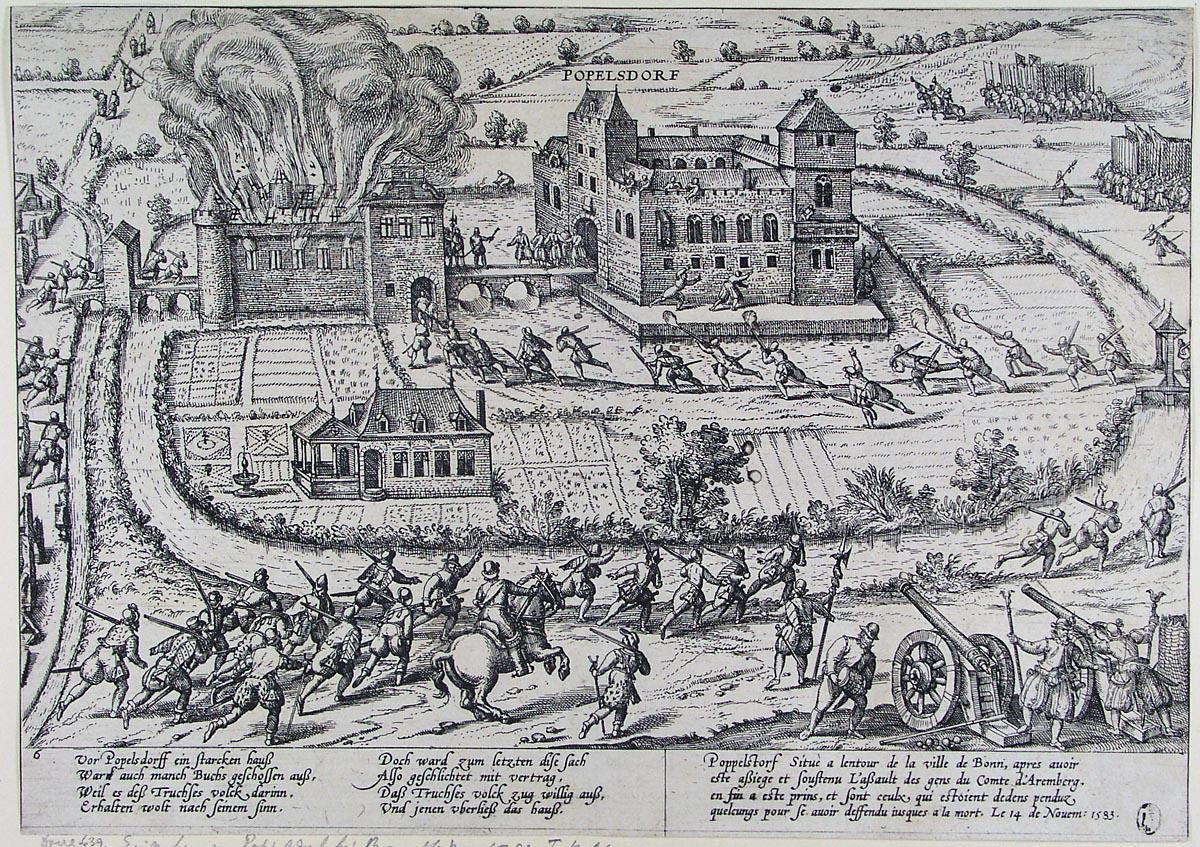
波佩尔斯多夫设有格布哈特的乡郊别墅，于1583年2月首次迎来他的新娘，至11月中被恩斯特的支持者攻占。完成驻兵后，恩斯特的支持者又转向戈德斯堡。

1583年11月13日至14日，巴伐利亚的费迪南德（恩斯特的胞兄）和阿伦贝格伯爵占领了波佩尔斯多夫的选帝侯城堡；11月18日，他们转而攻击戈德斯堡。这座要塞比波佩尔斯多夫的城堡要坚固得多，对进攻选侯国都城波恩的计划具有至关重要的战略意义。
戈德斯堡的防卫由费利克斯·布赫纳（Felix Buchner）中校及其副官爱德华·苏德曼（Wache Eduard Sudermann）上尉负责，他们指挥着一支由荷兰籍士兵和数门加农炮组成的卫戍部队。苏德曼是来自科隆的贵族及科隆市长海因里希·苏德曼（1520－1591年）之子，其父亲作为一名法学家，是帝国自由市暨北德邦国商业中心内最具影响力的人物之一。根据当时的资料，大约有180人居住在该设施内，其中包括农民、荷兰士兵以及数目不明的妇孺。格布哈特的一些囚犯也被关押在要塞内。1583年7月，苏德曼的部队焚毁了该地区的几个村庄并洗劫了海斯特巴赫修道院，修道院长——圣维特的约翰（Johann von St. Vith）因此被捕。其他被关押在戈德斯堡的囚犯还包括有希尔德斯海姆副主教——博特海默的格布哈德（Gebhard von Bothmer），以及在道依茨被俘的指挥官、来自佛罗伦萨的拉努奇尼上尉。为了围攻这座要塞，费迪南德带来了400余名步兵和5个骑兵中队，外加六门被称为“蛇砲”的重口径加农炮。他的士兵——包括西班牙和意大利雇佣兵，占领了周边村庄作营区，这一过程伴随着抢劫、纵火、杀戮和强奸。11月18日，在围城的第一天，费迪南德派出一名号手正式要求城堡投降；守军答复称，他们已经宣誓效忠格布哈特，愿意为他战斗至死。

### 炮击（1583年11月18日－28日）

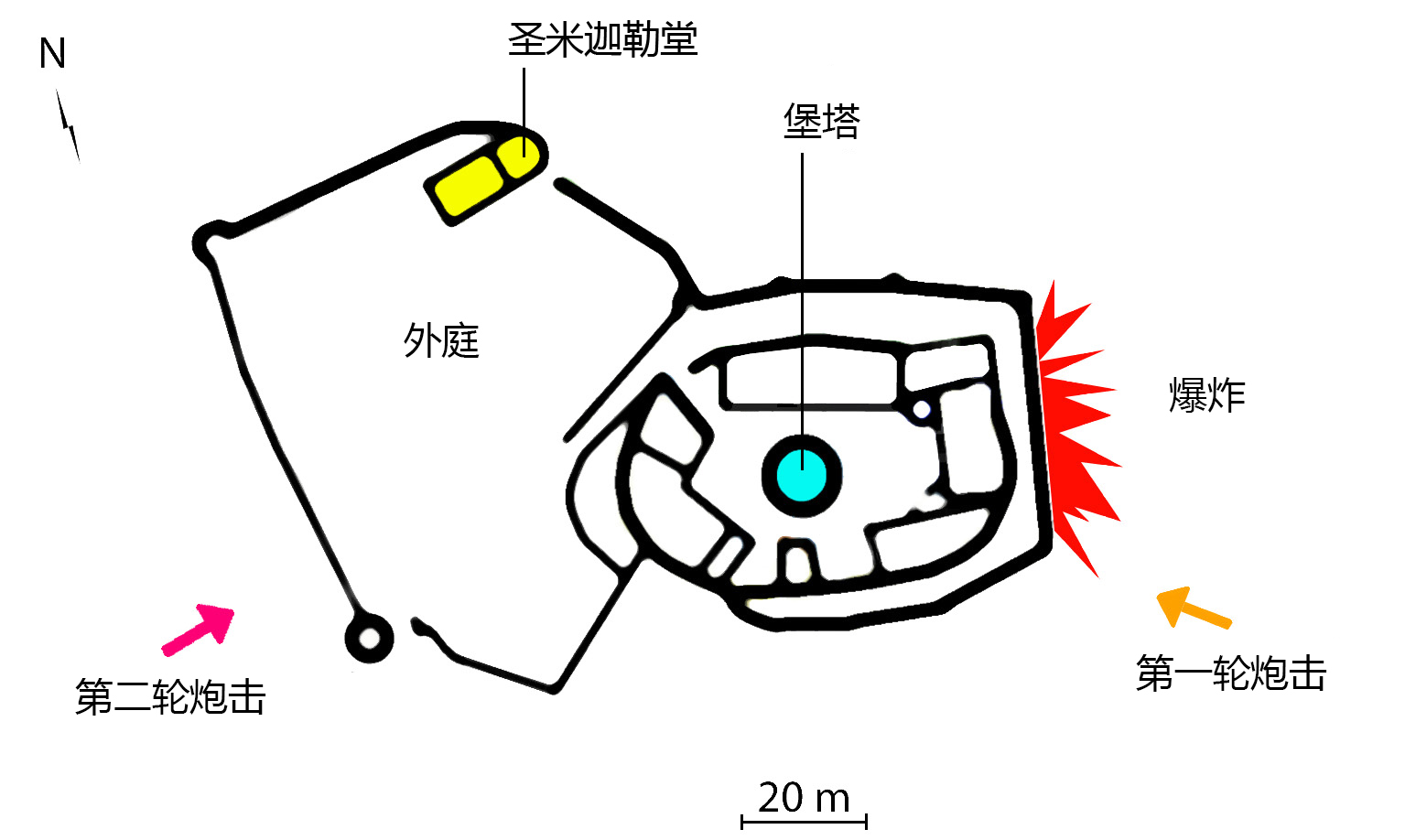
第一轮炮击从东南方向实施，大炮架设在山脚下的戈德斯贝格村。第二轮炮击则是来自西部的一个葡萄园，它暂时突破了外庭壁垒。

作为回应，费迪南德控制了山脚下的村庄并包围了要塞的菱堡。他花了两天时间向当地人打听，以找出最有效的攻击角度。护墙与谷底之间的距离，以及山丘的角度，使得戈德斯堡超出了视线范围；因此围城战中常用的装备，攻城塔、投石机和弩都将不起作用。攻城者别无选择，只能使用昂贵的火炮，尽管攻击角度也限制了其效能。费迪南德最初在山脚的戈德斯贝格村庄内部署了三门加农炮。白天，袭击者用加农炮弹和迫击炮弹砸向堡垒的外墙。夜里，守卫者就修复受损的地方。第二天日出时，炮击又周而复始。费迪南德的加农炮和迫击炮对防御工事几乎都不起作用；在炮击过程中，回火甚至还摧毁了己方的一些装备。身处北部安全地带的格布哈特，很清楚失去戈德斯堡的重要性，但他对自己的守军却无力相助。为了争取新教国家的财政支持，他于1583年致信伦敦的坎特伯雷大主教：“诚然，罗马敌基督者正竭尽全力压迫我们和我们的教会……” 
尽管英格兰人没有提供财政援助，费迪南德还是无法突破防守。11月28日，即围攻开始十天后，炮兵在无效的轰击中已浪费数千磅火药。费迪南德遂将他的火炮移到了戈德斯堡以西的一个山坡葡萄园的高处。通过这次提升基底高度，为炮击戈德斯堡的外庭壁垒创造了一个更有利的弹道轨线。几小时后，他的轰击便摧毁了外庭防线。费迪南德派出三名意大利专家去调查炮击缺口，并对下一步行动提供建议；意大利人在调查时遭到攻击，他们断定强攻城堡会招致大量人员伤亡。防御者仍然具有高度优势，能够从城墙内的多个塔楼和防守阵位向攻击者射击。费迪南德决定不采用这种战术。由于无法攻入堡垒，他只有两种选择:一是放弃围攻——这是他无法做到的，二是炸毁要塞。作为不得已的手段，后者会使要塞无法再继续使用。就在他考量的过程中，防御者修复了炮击造成的缺口并加固了外墙，使它们比以前更加坚固。此外，守军还拆除了外庭圣米迦勒堂的屋顶，用泥土填满教堂以充实墙壁，并在城墙内放置了一些大炮。

### 挖掘（1583年12月16日完成）
费迪南德极不情愿地下令在山坡的一侧挖掘坑道。这项工程是艰巨而危险的，工兵们在城堡守军的不断攻击下挖掘，守军以手持武器和加农炮向他们开火，并朝他们的头上扔下石块和碎屑。费迪南德强迫当地农民参与这项劳动，从而最大限度地降低了己方部队的损失，但许多农民却因此而丧生。
12月6日，工兵们挖通至要塞最外层墙的东南侧，然后又花了十天时间破坏要塞所在的玄武岩；他们于12月16日完成工作，并向城堡下方的坑道内投放了680（1,500英磅）火药。费迪南德在1583年12月15日致信其长兄威廉公爵时报告了围城的进展：“要塞屹立在坚硬的岩石上. [...] 昨天我们已经到达了城堡的最外墙，我们希望在一两天内将这座要塞送上天堂。”

### 摧毁堡垒（1583年12月17日）

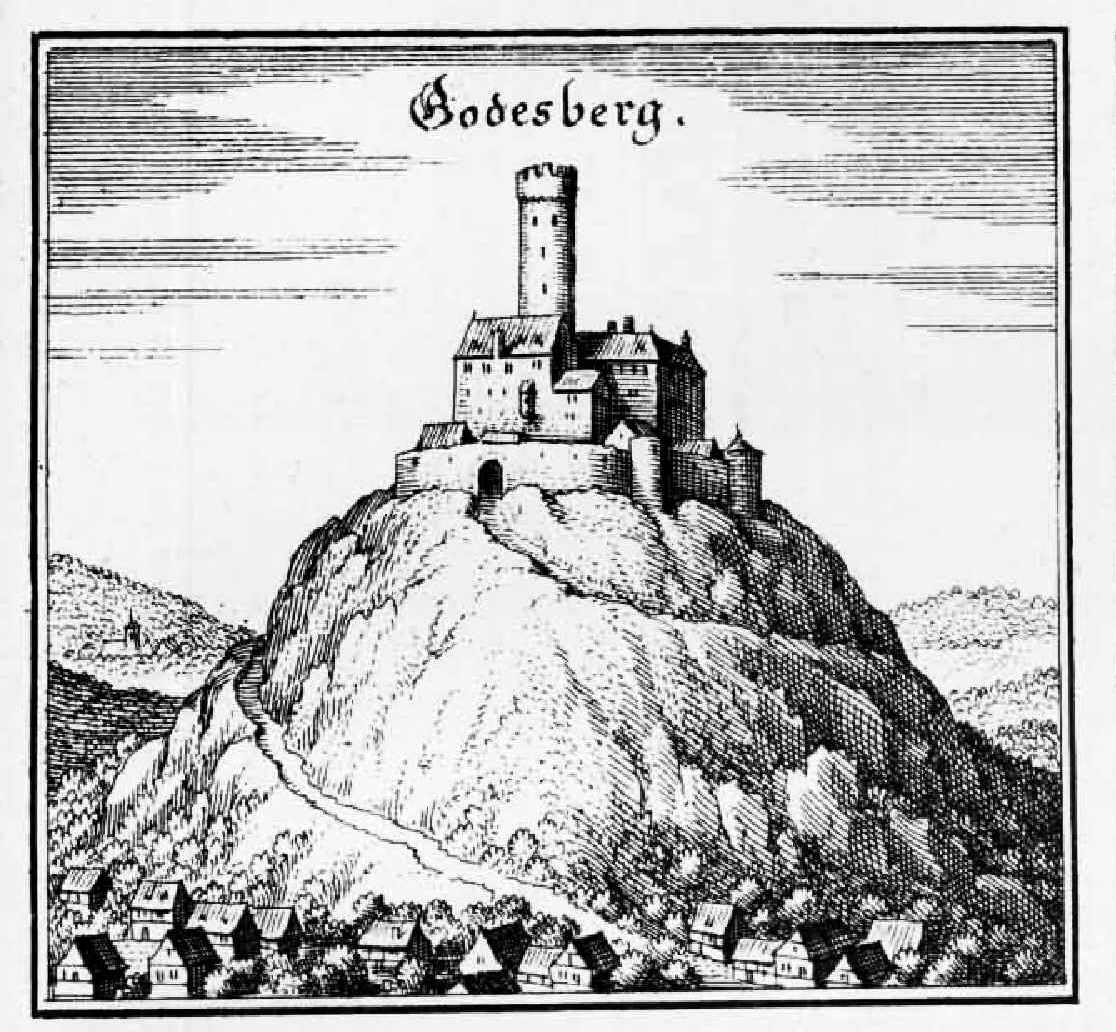
由瑞士艺术家马特乌斯·梅里安（1593－1650年）所作的版画描绘了要塞被毁之前的景象

12月17日，费迪南德再次要求守军投降。对方回应称，他们不知道这个词是什么意思，并会守护戈德斯堡直至最后一人。1583年12月23日的一份报告中指出，在给予费迪南德一个粗鲁的回绝后，守军随即便回去继续用膳。
费迪南德命令400名士兵进入坑道；一旦雷管被引爆，这些人就会向堡垒发起冲击。他的其余骑兵和步兵则在山下的田野中待命。一些消息来源认为导火索是在下午1:00左右点燃的，但19世纪的当地历史学家海因里希·约瑟夫·弗洛斯则指出这些消息来源是错误的，爆炸显然发生在早上。然而，所有消息来源都一致认为，爆炸伴随着可怕的震裂声，将整个塔楼和墙壁的大块碎片抛向了空中。戈德斯堡有几乎一半的建筑当场崩塌。据1584年1月13日的一份报纸报道，碎片雨砸落在山谷下面的村庄，造成多间房屋受损，其中一些甚至被完全摧毁。
在大火和瓦砾中，阿伦贝格和费迪南德的部队试图冲入堡垒，但被他们自己爆破时产生的大量碎片所阻挡。此外，尽管有近半数守军在爆炸和随后的崩塌中丧生，但留下来的人仍然顽强抵抗，他们向接近的攻击者投掷石块，造成大量伤亡。沮丧的是，有40至50名攻击者将两架梯子绑在一起，通过爬上已排空至山丘的凸部厕泄水道，得以进入堡垒内部。在那里，他们于激烈的战斗中杀死了大约20名守军；剩下的大约70名将士，其中包括守军指挥官布赫纳和苏德曼中尉，则躲进了堡塔之内。通过这种方式，费迪南德的步兵终于得以毫无障碍地进入要塞。攻占城堡大约耗费了两个小时。
无奈之下，布赫纳把那些被关押在城堡里的犯人作为人质，开启了谈判。他将人质展示在堡塔的大门处，明确表示除非费迪南德答应饶恕他、他妻子和苏德曼的性命，否则人质就会被杀。费迪南德答应了布赫纳的要求；一些资料来源认为，这是得益于囚犯之一的海斯特巴赫修道院院长，因在整个囚禁期间一直受到布赫纳的善待，他本人出面请求饶布赫纳一命。囚犯们就此获释。考虑到围城者的精神状态，费迪南德和阿伦贝格费了很大的劲才把布赫纳和苏德曼安全带出城堡。当布赫曼和人质一脱离堡垒，费迪南德便解禁了其部队，他们心情恶劣，渴望杀戮和劫掠。所有留在堡塔的守军人员，包括士兵、男人和妇孺都被杀害——有的在堡塔内，有的在下面的庭院外；这场屠杀一直持续至深夜。要塞的178名死难者被埋在两个乱葬坑内，具体地点至今不详。在对堡垒的破坏和袭击而丧生的人中，还有一名囚犯是来自希尔德斯海姆的代理司铎。希尔德斯海姆的副主教也不在获救的囚犯之列；他于监禁期间便已去世，就在城堡被攻入之前不久。
格布哈特失去了上施蒂夫特的一个重要据点，而恩斯特的部队只占领了废墟。这座官邸已无法居住，防御工事也仅剩一堆瓦砾。堡塔在爆炸中幸存了下来，在三十年战争期间，许多军队都将它用作瞭望塔。恩斯特的部队在其兄弟的指挥下涌入这一地区，致使戈德斯贝格至波恩间的7.3公里路段看起来更像是军营，而非道路。教宗出资雇来的瓦隆骑士和意大利骑兵连在两地来回驰骋。包括瓦隆人和巴伐利亚人在内的40个步兵连迈步向波恩进发。其目的是自1583年12月21日开始围攻选侯国的都城波恩，并一直持续到1584年1月28日波恩被占领为止。

## 影响

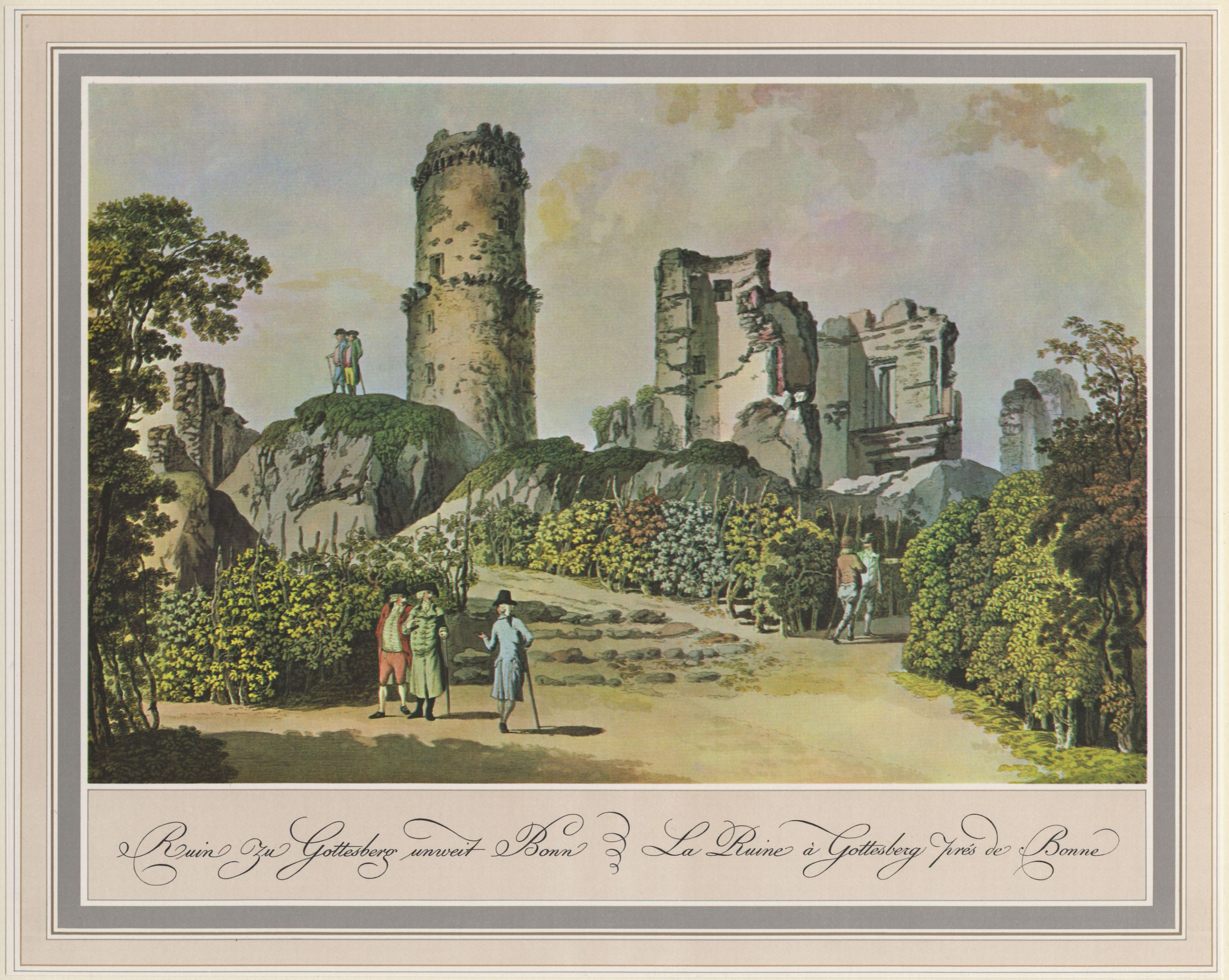
这幅18世纪的画作展现了爆炸对厚石墙的影响

戈德斯堡的围城和随后的摧毁仅仅是即将发生的事情的一个开端。它是科隆战争期间众多围城战的第一役，城堡的坍塌不仅导致了波恩的沦陷，还导致了科隆选侯国的其他几个重要城市——许尔克拉特、诺伊斯和韦尔的沦陷。许多较小的设防城市，如盖尔森基兴、温克尔和布吕尔，也在围城期间或之后遭到严重破坏或完全摧毁。除了对城市造成破坏，恩斯特的支持者还设法严格限制选侯国的进出口，这不仅使格布哈特的财政瘫痪，也给居民造成了经济困难。

当代巴特戈德斯贝格的区徽展现了这座中世纪城堡的堡塔遗迹，以及代表科隆选侯国的白盾黑十字

前一个世纪军事建筑的进步导致了要塞的兴起和加固，它能够承受加农炮弹和迫击炮弹的冲击。因此，对于格布哈特和恩斯特而言，赢得战争的唯一途径是动员足够多的士兵去围攻看似无穷无尽的敌方要塞。这些要塞可以由相对规模较小的守军来保卫，但要占领它们却需要昂贵的火炮和足够的兵力来攻克城墙。此外，被占领的要塞还需要由胜利者进行维护和保卫。即便是戈德斯堡的废墟也需要驻军和防御策略——作为连接波恩至科布伦茨间的南北通道上的战略要地，它于1586年和1588年再次遭到围攻。与荷兰起义类似，科隆战争不是一场由双方军队聚集在野外并彼此公开对抗的战争，而是以无数次炮兵围城为特征。这就意味着那些能够操作攻城武器的人，需要投入大量的经济资源进行训练和保养，才能维持攻城武器运作的政治和军事意愿。
如此著名的堡垒被摧毁的消息很快便传播开去。当弗朗斯·霍根贝格和格奥尔格·布劳恩编纂世界首部城市地图集《世界城市风貌》（Civitates Orbis Terrarum）时，霍根贝格的刻图不仅呈现了一个重要的景象，而且也作为一个重要的事件作出描述（见信息框顶部配图）。霍根贝格于1583年居住在波恩和科隆，他很可能亲眼目睹了事发现场。占领戈德斯堡后，巴伐利亚人在废墟中发现了一块巨大的大理石板——因爆炸而移位的城堡奠基石。这块黑色大理石是为了纪念亨格巴赫的迪特里希于1210年建造堡垒的情景，而铭刻有拉丁文碑文：“ANNO · D(OMI)NI · M·C·C·X · GUDENSBERG · FUNDATUM · E(ST) · A · TEODERICO · EP(ISCOP)O · I(N) · DIE · MAUROR(UM) · M(A)R(TYRUM).”。石板背面还增加有一段金色的铭文，以说明它是在被毁的城墙顶部所发现。费迪南德将石板带回了慕尼黑，安放在当地的一所博物馆内，其旁边是一幅纪念围城战的湿壁画。如今，这块奠基石保存在波恩莱茵地区博物馆。

### 深远影响
格布哈特的最终失败打破了神圣罗马帝国选举团的权力平衡。1589年，巴伐利亚的恩斯特成为无可争议的科隆选帝侯，他是首个担任此职的维特尔斯巴赫家族成员。德意志西北部领土的维特尔斯巴赫政权一直延续至18世纪中期，这主要通过巴伐利亚亲王多次当选为总主教、从而继承选帝侯宝座来得到体现。因此，维特尔斯巴赫家族在帝位选举中便拥有两张选票，这在18世纪产生了影响。1740年，巴伐利亚的卡尔公爵为争夺帝位发动了战争；他的兄弟——克莱门斯·奥古斯特作为当时的科隆总主教-选帝侯，也投票支持卡尔，并亲自在法兰克福为他加冕。皇权宝球从哈布斯堡家族转移到维特尔斯巴赫家族，尽管是一个短暂的事件，但直到馬克西米利安三世·約瑟夫登基后才得以解决。约瑟夫签署了《菲森和约》，宣布放弃所有帝王权利。

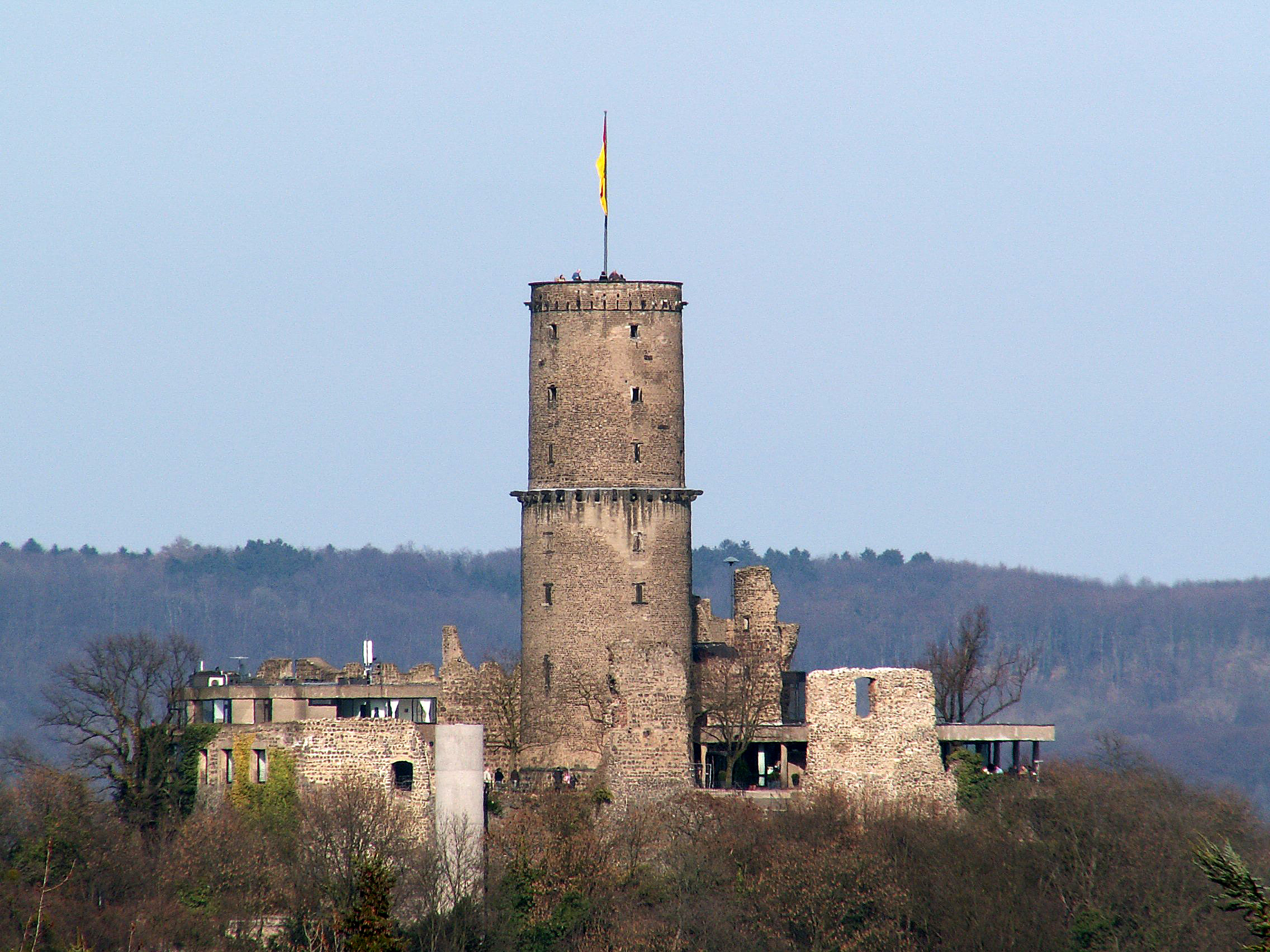
今日戈德斯堡

格布哈特的失败也改变了西北各邦的宗教平衡。尽管1555年的《奥格斯堡和约》较早地解决了宗教多元化的问题，但正如科隆战争本身所表明的那样，解决方案可能将实际上很简单、通常是地方性的法律纠纷转变为王朝和宗教战争。科隆战争的结局使得反宗教改革运动在莱茵河下游地区有了立足点。恩斯特本人是由耶稣会抚养长大的。当地位稳固后，他便邀请耶稣会进入其领地重构宗教改革进程，这是该修会所积极推进的任务。他们将新教牧师逐出教区，有时甚至使用武力，并根据天主教教理恢复了教理问答。即使是在社区看起来已重新皈依时，耶稣会士仍保持着严格的监督，以识别那些顽固的新教徒或背教者。天主教的重新引入，使德意志的宗教问题又推迟了半个世纪才得以解决。
最终，与法国、英格兰和西班牙等其他欧洲国家日趋集中的权力相比，德意志在地方和区域上仍保留高度自治的传统，这在神圣罗马帝国中造成了结构和文化上的差异。西班牙、法国、意大利、荷兰、英格兰和苏格兰雇佣军在战争中肆无忌惮的干预，以及教宗资金的影响，加剧了德意志内部教派和王朝争端的涌动。现代欧洲政治舞台上的伟大“参与者”已经意识到，他们可以通过协助、促进或分化德意志诸侯之间的地方和区域争端来巩固自己在彼此之间的地位，就像他们在格布哈特和恩斯特的争斗中所做的那样。相反，德意志的亲王、公爵或伯爵也明白，他们可以请求与更强大的邻国结盟，从而获得相较于竞争对手的优势。
西属荷兰军队等外部雇佣军的参与规模开创了一个先例，使德意志各邦的地方自治和宗教的冲突变得国际化，这一问题直至1648年的《威斯特法伦和约》才得到部分解决。尽管达成和解，德意志各邦仍然容易受到外部干预和宗教分裂的影响，就像在科隆战争中一样。

### 脚注
1. 1 2 3 4  Weyden，第43页
2. 1 2  Potthoff 2009，第15页
3. ↑  Hennes，第5–10页
4. 1 2  Holborn，第123–248页
5. ↑  Hennes，第6–7页
6. 1 2  Sutherland，第606页
7. 1 2  Hennes，第118–121页
8. 1 2  Schmidtz，第173页
9. 1 2  Wiedemann，第393页
10. ↑  Tourism & Congress GmbH, Fortress Godesburg 的存檔，存档日期2009-12-15. 2002–2008.
11. 1 2  Potthoff 2009，第10页
12. 1 2 3  Untermann，第6页
13. ↑  Potthoff 2009，第11页
14. ↑  Weyden，第36–42页
15. ↑  Weyden，第40页
16. ↑  Weyden，第38–43页
17. ↑  Parker，第11–19页
18. 1 2  Parker，第19页
19. ↑  Vochezer，第70页
20. ↑  Potthoff 2006，第195页
21. ↑  Hennes，第118页
22. ↑  Keussen，第121–127页
23. ↑  Oediger，第530页
24. 1 2 3 4  Potthoff 2006，第198页
25. ↑  Potthoff 2006，第196页
26. 1 2  Hennes，第120页
27. 1 2 3  Potthoff 2006，第202页
28. ↑  Floß，第128页
29. 1 2 3  Ennen，第156页
30. 1 2  Hennes，第121页
31. ↑  Potthoff 2006，第197页
32. ↑  Potthoff 2006，第198–200页
33. ↑  Kaufmann，第185页
34. ↑  Lomas，第250–265页
35. ↑  MacCaffrey，第295页
36. ↑  Potthoff 2006，第199–200页
37. 1 2 3  Potthoff 2006，第200页
38. 1 2  Floß，第176页
39. ↑  Hennes，第119–120页
40. 1 2 3  Potthoff 2006，第201页
41. 1 2  Floß，第119页
42. ↑  Dumont & Haass，第229页
43. 1 2 3 4 5  Floß，第126页
44. 1 2  Floß，第127–128页
45. ↑  Floß，第177页
46. 1 2 3  Potthoff 2006，第202–203页
47. 1 2 3  Floß，第127页
48. ↑  Ennen，第157页
49. ↑  Potthoff 2006，第203页
50. 1 2  Floß，第128–129页
51. 1 2  Weyden，第44页
52. ↑  Lomas，第278–295页
53. ↑  Parker，第17–18页
54. ↑  Merlo，第650–652页
55. ↑  Glaser，第69页
56. ↑  Weyden，第39, 43–44页
57. ↑  Potthoff 2009，第10, 24页
58. ↑  Benians，第713页
59. ↑  Benians，第230–233页
60. ↑  Holborn，第191–247页
61. ↑  Ingrao，第1351页
62. 1 2  Scribner，第217–241页
63. ↑  Holborn，第201–247页
64. ↑  Brodek，第395–405页
65. 1 2  Parker，第导言页
66. ↑  MacCulloch，第266, 467–484页